# Cronologia della storia LGBT

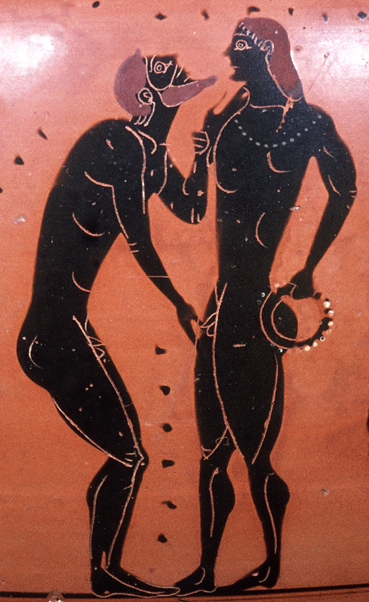
Erastès ed eromenos in una scena pederastica in cui l'amante tocca il mento e i genitali dell'amato. Lato A del collo di un'anfora attica a figure nere, ca. 540 aC..

Questa cronologia della storia LGBT vuole raggruppare gli eventi storici, culturali, sociali e politici d'importanza maggiormente rilevante riguardanti le persone gay, lesbiche, bisessuali e transgender (transessuali), dalla Preistoria fino all'epoca contemporanea.

## Preistoria

### XII millennio a.C.
- Verso la fine del Paleolitico, l'uomo iniziò a lasciare artefatti che suggeriscono un apprezzamento dell'erotismo omosessuale. Alcuni esempi in tal senso includono la pittura rupestre, varie sculture a contenuto itifallico, statuine inerenti ad un evidente simbolismo fallico; ma vi sono anche esempi di doppio dildo scolpiti graficamente e ritrovati a Gorge d'Enfere nel sudovest della Francia ed in Liguria. Il doppio dildo sembra essere stato creato artigianalmente per due donne e per poter esser usato contemporaneamente da entrambe.[1]

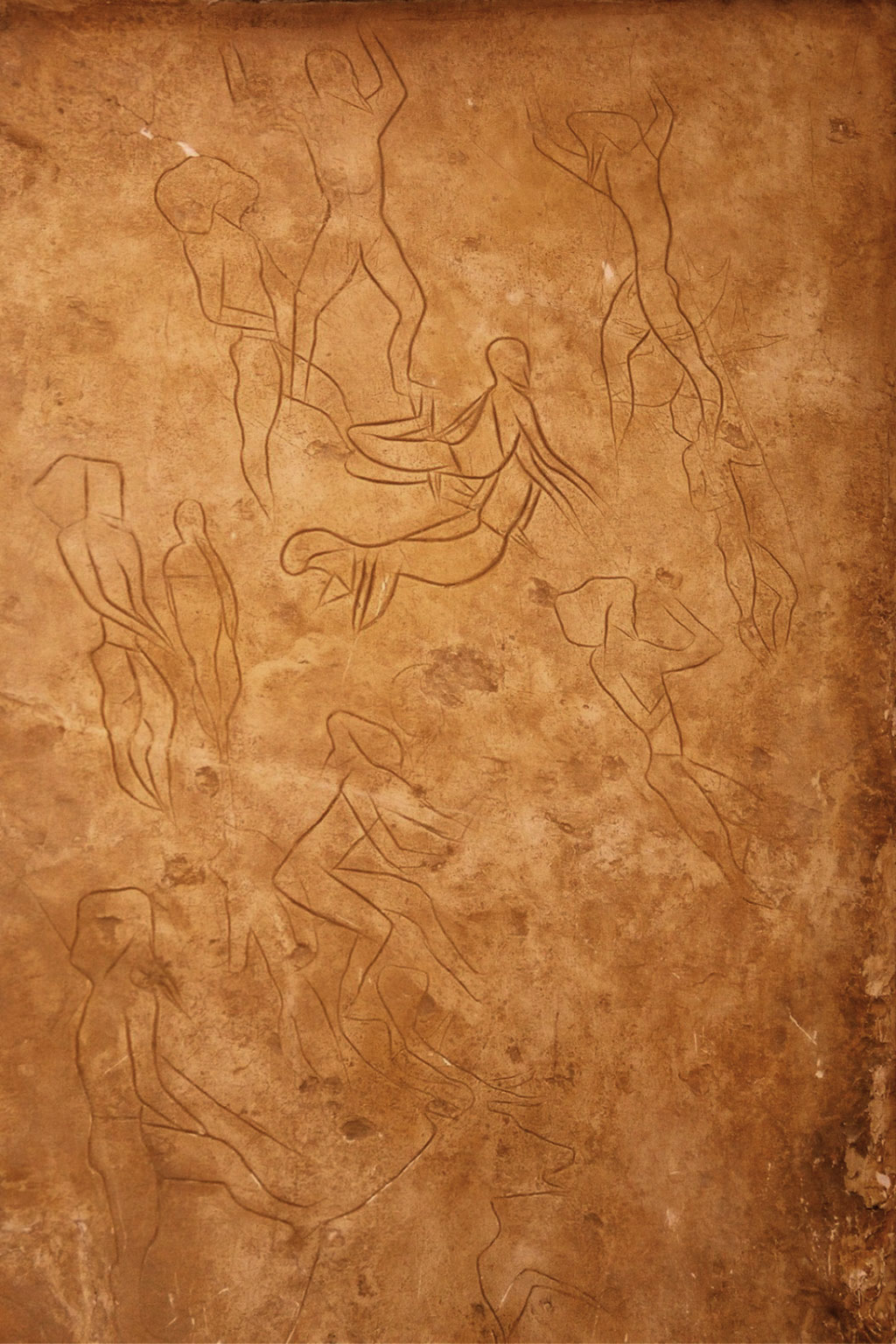
Incisioni di Addaura, era mesolitica

### 9660 / V millennio a.C
- Possibili esempi di omoerotismo nell'arte rupestre del Mesolitico europeo includono un'incisione su roccia ritrovata nel territorio di Addaura (in Sicilia), nella quale uomini e donne danzano attorno a due figure maschili incise, entrambe raffigurate con una vistosa erezione[2]. Le varie rappresentazioni esistenti riguardanti figure maschili nude mostrate in coppia sono state interpretate in vari modi, tra cui scene di caccia, acrobazie ginniche, qualche sconosciuto rito iniziatico religioso oppure come la raffigurazione di rapporti omosessuali tra maschi[3].

### VII millennio a.C. / XVIII secolo a.C.
- Tra le varie raffigurazioni sessuali presenti nel Neolitico e durante tutta l'età del bronzo vi sono anche disegni e statuette prodotti nel bacino del Mediterraneo che presentano immagini umane dotate di seni femminili ma con genitali maschili. Nell'Italia neolitica immagini che uniscono le caratteristiche sessuali in un'unica figura appaiono spesso nelle sepolture e in ambienti ad uso religioso; nello stesso lasso di tempo, ma in terra Greca e soprattutto a Cipro, le figure sono invece spesso del tutto prive di qualunque caratteristica sessuale riconoscibile[4].

## Antichità

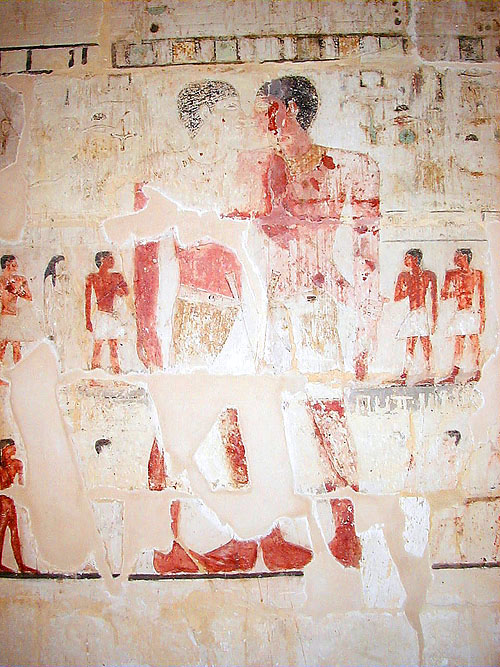
Mastaba di Khnumhotep e Niankhkhnum - Il rapporto intercorrente tra i proprietari della tomba non è chiaro; possono essere stati amici, fratelli, gemelli identici o amanti. Entrambi tengono i titoli di "Profeta di Ra" e "Manicuristi della Grande Camera reale". Essi sono mostrati qui mentre, abbracciati, si stanno baciando (V dinastia egizia).

### XXIX secolo a.C. / XXV secolo a.C.
- In una sepoltura rinvenuta nei sobborghi dell'odierna Praga, un maschio è stato seppellito con indosso gli abiti solitamente riservati alle donne. Gli archeologi ipotizzano che la sepoltura possa corrispondere ad una persona transgender o comunque appartenente ad un non meglio specificato "terzo genere sessuale"[5].

### XXV secolo a.C. / XXIV secolo a.C.
- Viene costruita durante la V dinastia egizia la tomba dedicata a Khnumhotep e Niankhkhnum. Si crede che i due uomini siano stati amanti, essendo così la prima documentazione di una possibile e storicamente probabile relazione omosessuale[6].

### XXII secolo a.C.

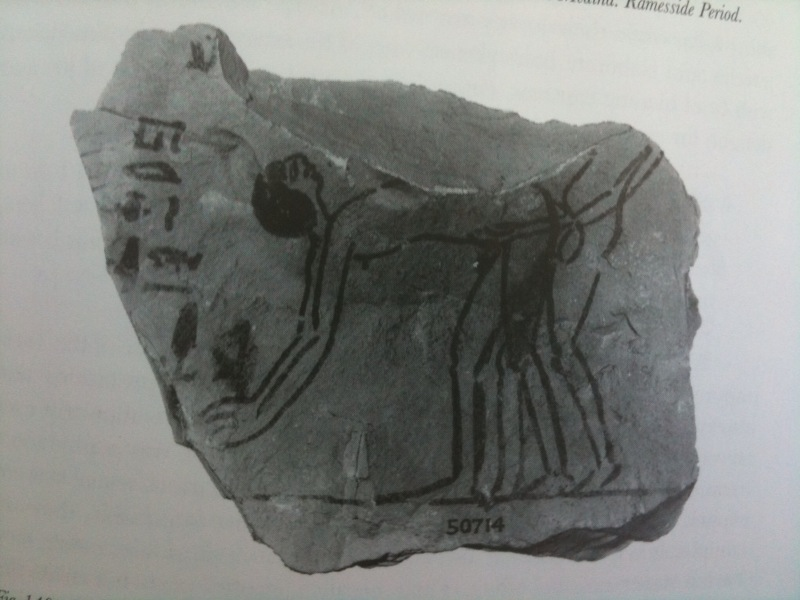
Un ostraca del periodo ramesside (XII secolo a.C.) raffigurante un uomo che ha un rapporto sessuale con un altro uomo.

- Nel corso del lungo periodo che ha visto nell'antico Egitto regnare il faraone Pepi II (il quale è considerato essere stato omosessuale) in un racconto intitolato "Il re Neferkare e il generale Sasenet" viene suggerita un'interpretazione omoerotica nei riguardi delle abitudinarie visite notturne che il sovrano fa al suo generale[7][8].

### XX secolo a.C.
- A Babilonia gli atti omosessuali tra i sacerdoti collegati al culto della Dea Ishtar comprendevano anche danze e canti in abiti muliebri; pare essere accertata la presenza di travestiti e prostituti di sesso maschile all'interno del recinto dei sacri templi[9].

### XVIII secolo a.C.
- 1770 A.c. - All'interno del celebre Codice di Hammurabi vengono citate le "salzikrum", donne (presumibilmente lesbiche) le quali potevano richiedere una o più mogli e che avevano tutti i diritti di eredità e di proprietà spettanti all'uomo[10][11].
- 1700 a.C. - Un frammento di papiro rinvenuto a el-Lahun racconta la storia delle divinità egizie Horus e Seth, in cui quest'ultimo tenta di disonorare il nipote tramite un rapporto di sesso anale[12].

### XII secolo a.C.
- In Assiria il sovrano Tiglatpileser I (1114-1076) fa promulgare una legge in cui rende punibile con la castrazione le pratiche omosessuali maschili. Si tratta della prima legislazione nota contro la sodomia[9].

### VII secolo a.C.
- 638-558 a. C - Viene attribuita a Solone la dettagliata legislazione ateniese che disciplina gli obblighi e i divieti della pederastia maschile.
- 630 a.C. – L'aristocrazia dei Dori, a Creta, adotta formalmente la relazione tra i prìncipi adulti (detti erastès) ed i ragazzi adolescenti (detti eromenos) denominata pederastia cretese, con il doppio scopo di educare la gioventù e di frenare la crescita demografica. Proprio un'iscrizione proveniente dall'isola del mar Egeo è la più antica testimonianza dell'istituzione sociale della pederastia tra gli antichi Greci.
- La pederastia greca (intesa, in questo caso come rapporto omoerotico tra adulti e giovani, pur frenandosi all'età dei 12 anni, sotto la quale è considerata illegale) si diffonde in tutta la Grecia antica, influenzando gli sport, la letteratura, la politica, la filosofia, l'arte, le operazioni militari e la religione e causando, secondo alcuni, la fioritura della cultura.
Fu inoltre associata al ginnasio (o "gymnasium", la palestra antica), alla nudità atletica e al nudo eroico; una tale diffusione è documentata dalle stesse opere di autori e filosofi dell'epoca (tra gli esempi le storie concernenti Achille e Telemaco narrate da Omero, Teognide, Saffo e lo stesso Platone)[13][14]. Il matrimonio tra uomini in Grecia non era legalmente riconosciuto, ma tra la popolazione maschile era possibile con questo sistema formare relazioni ed unioni che potevano anche durare per molti anni di seguito; queste non erano dissimili dai matrimoni eterosessuali salvo per il fatto che la persona più anziana svolgeva eminentemente anche una funzione di educatore o mentore nei confronti del partner più giovane[15].

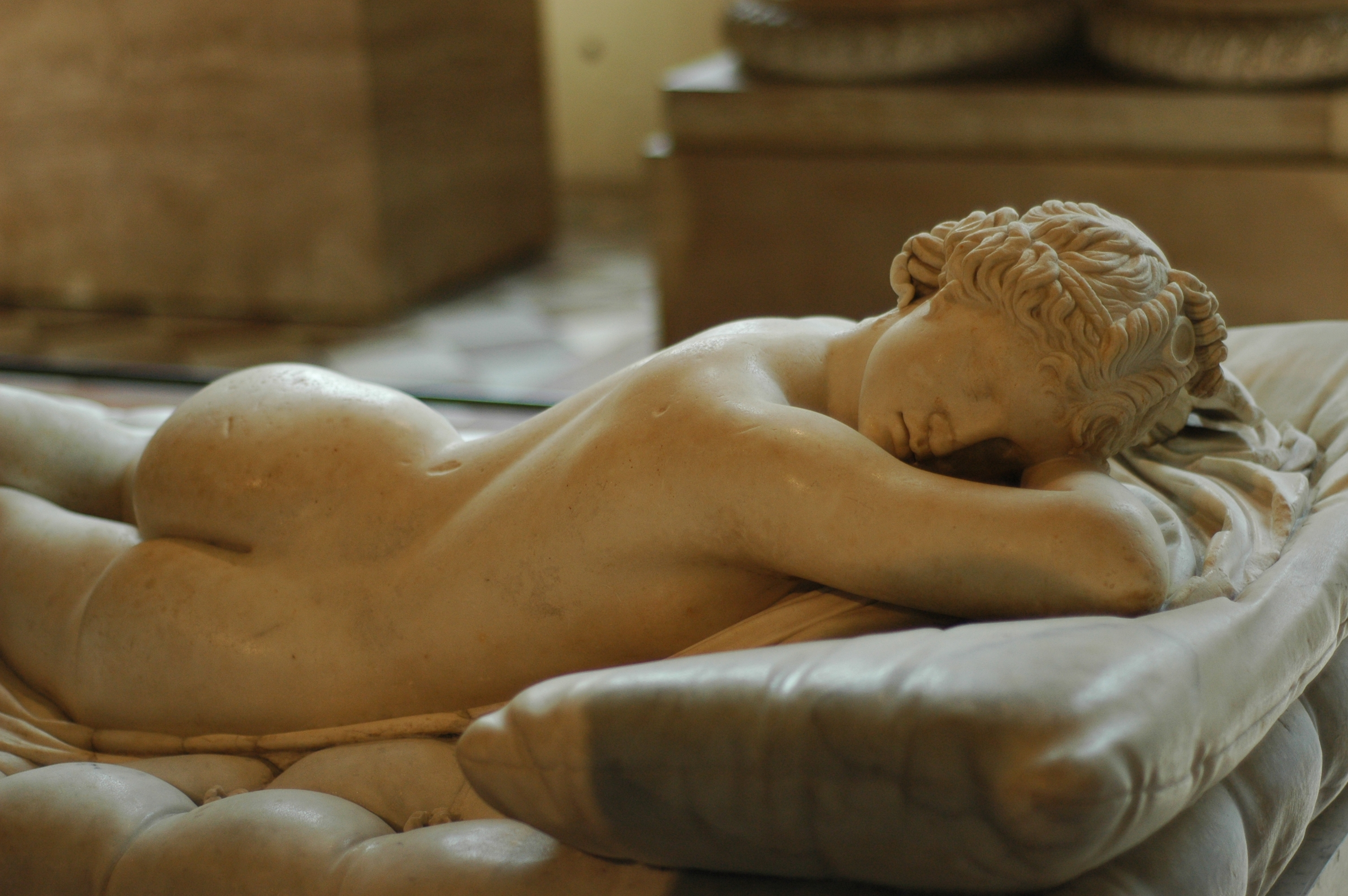
Particolare dell'Ermafrodito dormiente. Copia romana del II secolo conservata al museo del Louvre.

- Dal VII secolo a.C. al 476 d.C. – I temi LGBT nella mitologia furono molti e ripresi in gran parte anche per tutto il periodo della storia romana. Per fare alcuni esempi: la storia di Achille e Patroclo; lo stesso Achille e Antiloco; il dio Apollo con Ciparisso, Giacinto e Imene; Ati e Licabas; Cicno e Fetonte; Crisippo e Laio; Dafni e Pan; Eracle con Abdero, Diomo, Ila e Iolao; Zeus e Ganimede; Iante e Ifi; Ipno ed Endimione; Poseidone e Pelope; Orfeo e Calaide; Piritoo e Teseo. Si ricordano anche due casi di amore omosessuale non corrisposto: Aminia respinto da Narciso, e Troilo che si nega ad Achille.
Il mito di Ermafrodito narra invece la vicenda di un bellissimo ragazzo, nato maschio, che si trasforma poi in un essere divino per metà uomo e per metà donna.
- 630 a.C. - 570 a.C. ca. Saffo, una donna residente nell'isola di Lesbo ed inclusa dagli alessandrini tra i nove poeti lirici greci diventa famosa per i suoi versi dedicati all'amore tutto al femminile, dando infine il suo nome ("saffismo") e quello della sua terra ("lesbismo") per la definizione indicante le donne che amano altre donne.
- I temi LGBT nella letteratura sorgono e si sviluppano anch'essi nello stesso periodo di tempo, soprattutto attraverso la fioritura della poesia: la lirica greca si arricchisce così dei contributi di autori che, oltre alla citata Saffo, vengono ad includere Solone (il celebre legislatore dell'antica Atene), Teognide e Ibico, Alceo e Anacreonte, tutti cantori dell'amore pederastico.

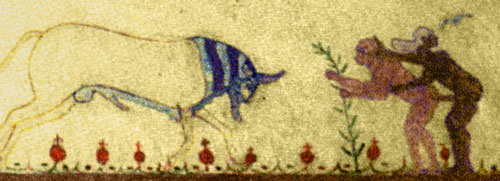
Due uomini atteggiati eroticamente, mentre un toro che indossa una maschera a forma di testa umana (forse Acheloo) appare per combatterli. Affresco etrusco, parete della "Tomba dei Tori" nella necropoli dei Monterozzi a Tarquinia, ca. 550

### VI secolo a.C.
- 540 a.C.-530 a.C. – Uno dei primi esempi di arte etrusca riguardante l'omosessualità è quello rinvenuto nel 1892 nella necropoli dei Monterozzi a Tarquinia. Il grande dipinto murale situato nella cosiddetta "Tomba dei Tori" rappresenta a destra un toro che carica due uomini che stanno avendo un rapporto, mentre a sinistra un altro toro che si aggira indifferente di fronte a vari accoppiamenti sessuali tra uomini e donne; queste ultime sono sempre rappresentate di colore chiaro, mentre gli uomini sono in marrone. Tutte queste scene possono avere un carattere apotropaico, o incarnare aspetti del ciclo di rigenerazione e sopravvivenza nel mondo dell'aldilà.
Sotto il fregio è rappresentato a sinistra Achille che tende un agguato a Troilo nel tentativo di ucciderlo; quest'ultima raffigurazione è l'unica in tutta la pittura parietale tarquiniese arcaica a presentare una scena tratta esplicitamente dalla mitologia greca: essa riprende la leggenda della bisessualità dell'eroe degli Achei con indicazioni di un culto nei confronti del dio Apollo[17]. In basso, l'albero della vitalità pieno di foglie è legato dalla sciarpa della vita all'albero della caducità, scheletrito e con il festone nero della morte appeso ad un ramo. L'iscrizione onomastica al centro del fregio superiore della tomba a tre camere nomina colui che probabilmente era il proprietario della tomba e per il quale era stata originariamente costruita: Aranth Spurianas.

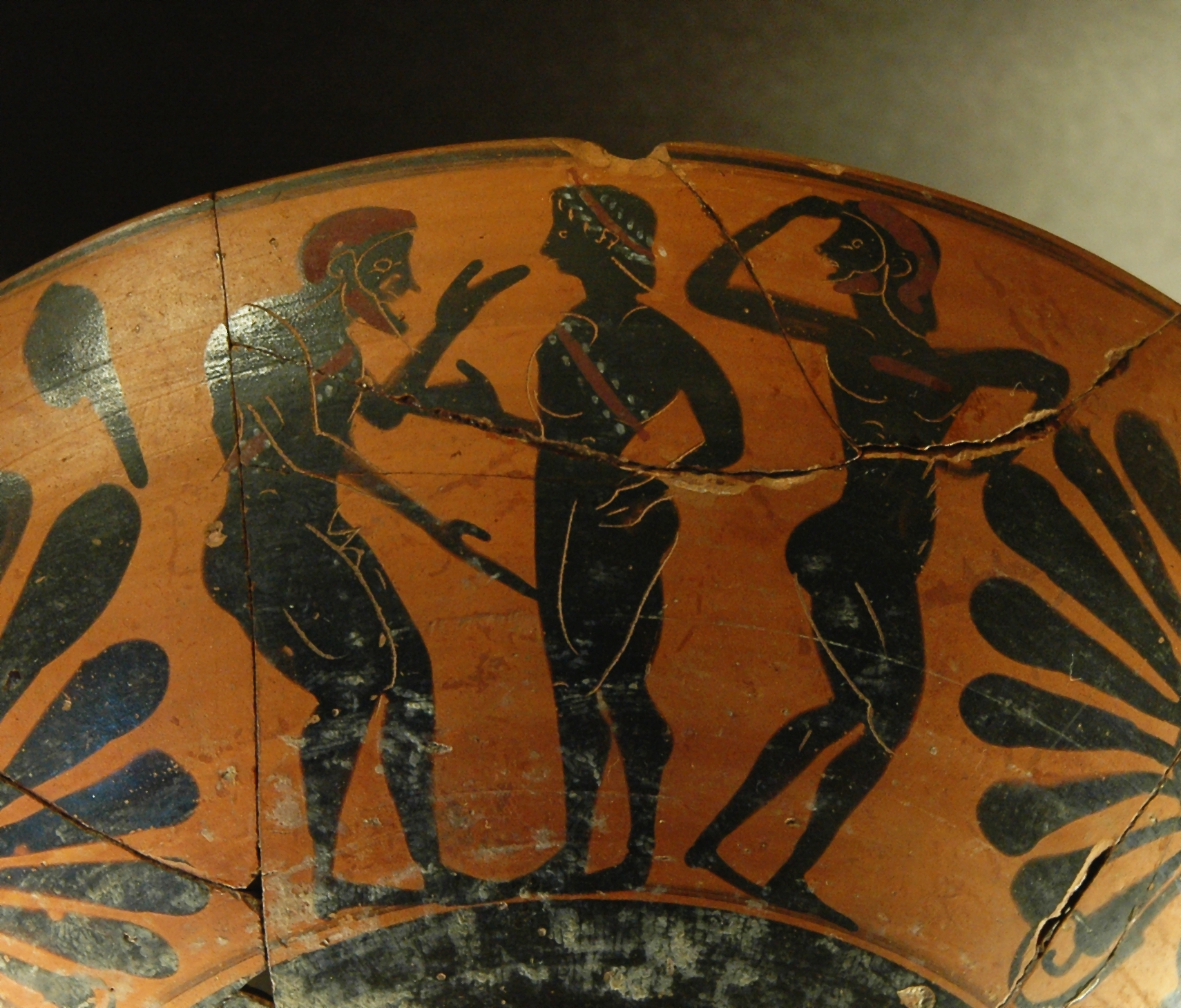
Corteggiamento pederastico. Dettaglio da una figura nera di una tazza attica, ca. 530 aC-520 a.C.

- 509 a.C. – Nascita della Repubblica romana. L'omosessualità, in questo periodo, non è considerata granché bene in terra italica; anzi è intesa e definita come "vizio Greco" e pertanto del tutto estranea alla mentalità del vero maschio, il vir romano (vedi Omosessualità nell'Antica Roma). Quest'idea generale prevarrà almeno fino al tempo della Grecia romana verso la metà del II secolo a.C. quando i latini cominciarono via via ad assimilare sempre più gli usi e i costumi greci, compresi quelli concernenti le relazioni omoerotiche di stampo pederastico.

### V secolo a.C.
- Dal 500 a.C. al 1 a.C. - Scrittura di molti dei libri componenti la Bibbia. Più volte nei testi sacri all'ebraismo (e poi anche al cristianesimo) si parla di omosessualità (come sodomia o prostituzione) in senso decisamente negativo ed associandola all'idolatria pagana.
- 432 a.C. - Lo scultore greco Fidia immortala il nome del suo ex amante con la scritta "Kalos Pantarkes" (Pantarkes è bello) sul dito medio della mano della statua di Zeus a Olimpia, posizionata all'interno dell'omonimo tempio[18].
- Dal 425 a.C. al 388 a.C. – Una serie di opere teatrali satiriche pubblicate da Aristofane ridicolizzano l'uomo effeminato, il travestito ed i maschi adulti che assumono un ruolo omosessuale esclusivamente passivo (vedi attivo e passivo nel sesso). Ciò comprova l'evidenza che benché la cultura greca accettasse l'omosessualità, essa non approvava l'effeminatezza. Questa, negli uomini, veniva pubblicamente ridicolizzata.

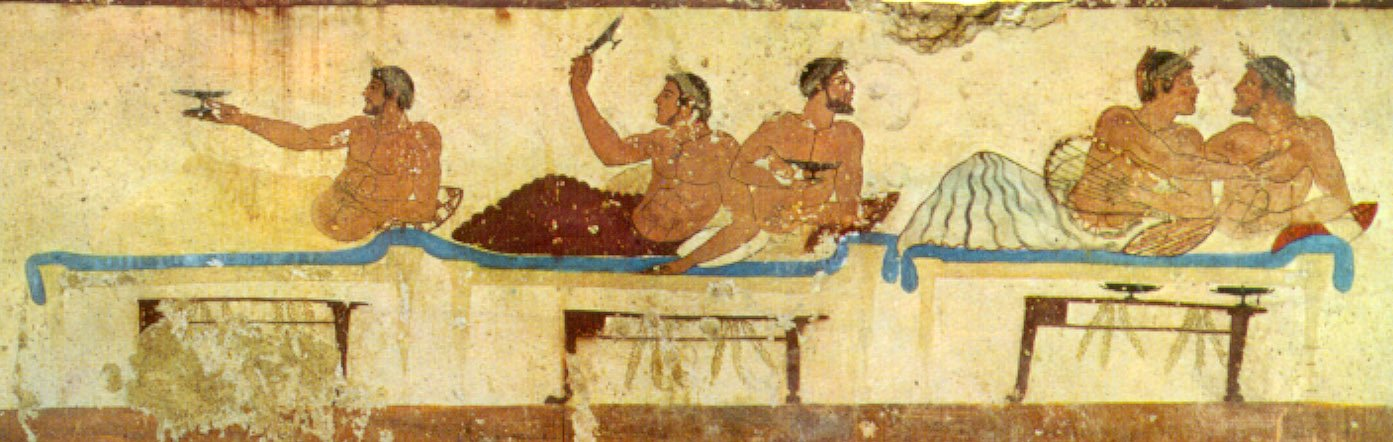
Scena simposiale. Affresco presente nella Tomba del tuffatore, risalente al 475 a.C. circa.

### IV secolo a.
- 385 a.C. – Viene pubblicato il Simposio di Platone dove si presentano le riflessioni di Fedro, Eryixmachus, Aristofane e altri intellettuali greci dell'epoca i quali arrivano a sostenere che l'amore tra maschi sia la più alta forma di sentimento e passione e che solo assieme con altri uomini i Greci sarebbero stati in grado di raggiungere il massimo potenziale intellettuale; mentre di contro la sessualità espressa con le donne sia invece del tutto lussuriosa ed unicamente atta a scopi di riproduzione[19]. Socrate però, presente anch'egli al simposio, pare essere di diverso avviso[20], dimostrando oltretutto un fermo autocontrollo davanti alla seduzione personificata dall'estrema bellezza del giovane Alcibiade[21].

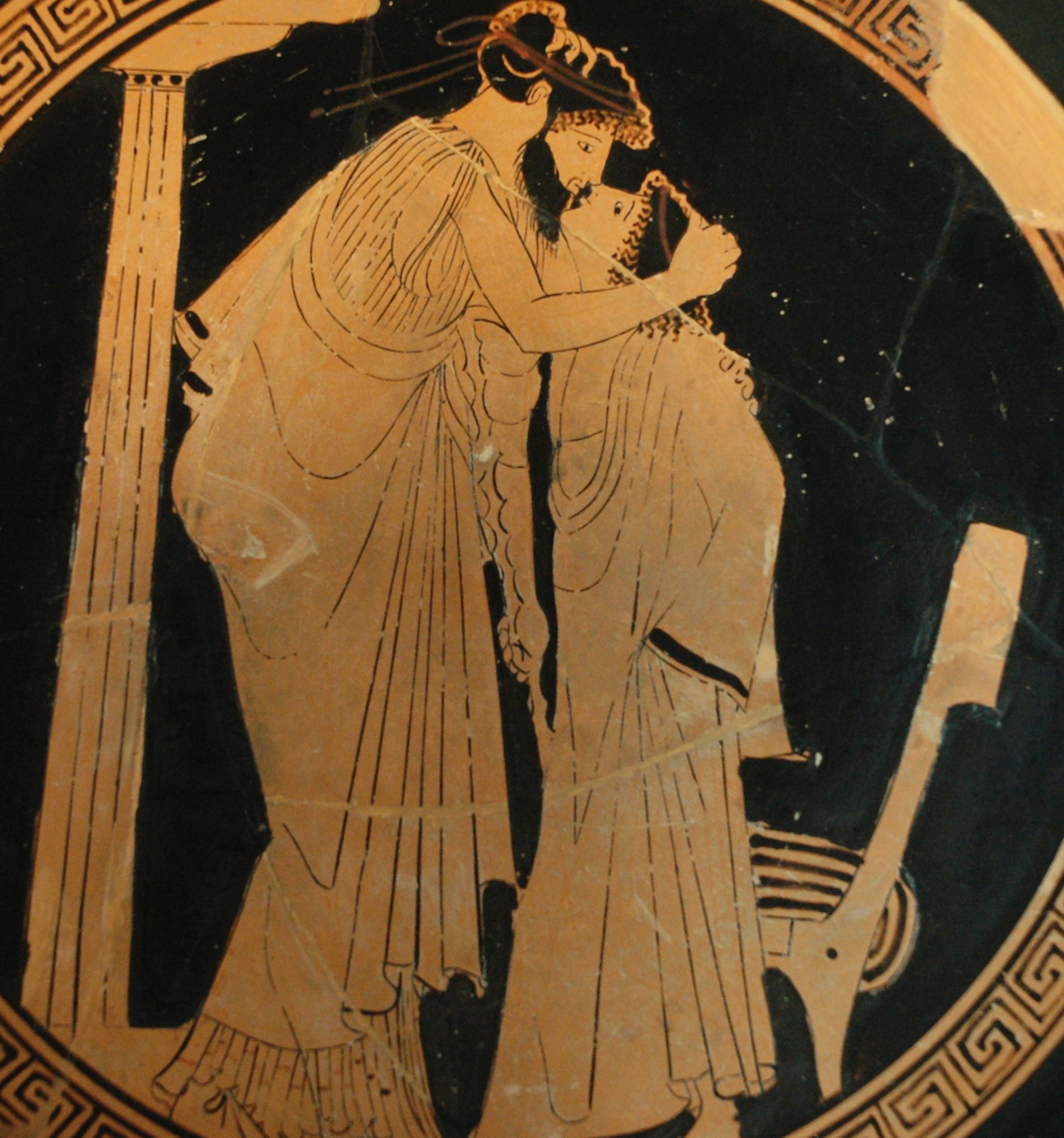
Baci tra un erastès e il suo eromenos. Particolare dal tondo di una coppa attica a figure rosse, ca. 480 aC.

- 350 a.C. – Sempre Platone, ma in età più avanzata, pubblica le Leggi, dove assume un approccio drasticamente differente rispetto a quello avuto nel precedente Simposio: in tale caso l'omosessualità viene criticata come lussuriosa e sbagliata per la società in quanto non permette la prosecuzione della specie e pertanto capace solo di condurre ad una convivenza civile irresponsabile[22].
- 346 a.C. - Eschine pubblica il discorso Contro Timarco riguardante un processo avviato per prostituzione maschile, rivelando al contempo anche molti tra gli atteggiamenti più comuni degli ateniesi rispetto al tema omosessuale[23].

- 338 a.C. – Il Battaglione Sacro degli "immortali", un corpo scelto dell'esercito della città di Tebe costituito da centocinquanta coppie di amanti (vedi pederastia tebana) viene annientato dalle forze del re Filippo II di Macedonia, che al termine dello scontro però ne lamenta la perdita e ne loda l'alto onore dimostrato.[24][25].

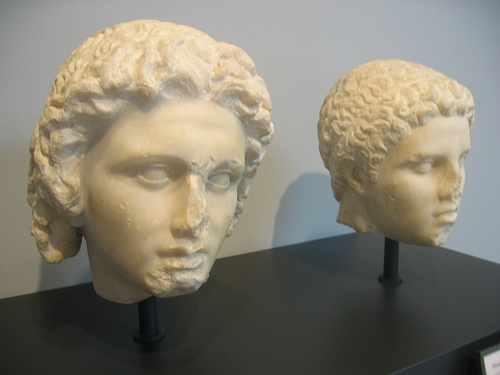
Alessandro Magno e Efestione.

- 326 a.C. - Il figlio di Filippo e nuovo re del regno di Macedonia, Alessandro Magno, educato da Aristotele - e che fu presumibilmente bisessuale - tra le sue relazioni avute con uomini vi sono quelle riguardanti Efestione, carissimo compagno d'infanzia, e l'adolescente eunuco persiano Bagoas. Il condottiero completa la conquista della maggior parte del mondo allora conosciuto, unificando la civiltà occidentale e dando il via all'Ellenismo, durante il quale milioni di persone vennero assimilate alla cultura ellenica divenuta così egemonica (e particolarmente accondiscendente nei confronti delle relazioni sentimentali tra persone dello stesso sesso).

### II secolo a.C.
- 149 a.C. – La legge romana conosciuta come Lex scantinia impone sanzioni a coloro che si fossero macchiati di crimini sessuali (stuprum) nei confronti di un giovane nato libero; si cerca di regolamentare così per la prima volta un certo comportamento omosessuale, probabilmente volendo impedire che un cittadino di buona famiglia potesse divenire oggetto erotico da parte di uno schiavo[26] o di un altro cittadino socialmente inferiore. Raramente menzionata o applicata, potrebbe anche essere stata utilizzata per perseguire quei maschi romani che assumevano di buon grado il ruolo passivo nei rapporti omosessuali[27]; non è inoltre del tutto chiaro se la pena fosse la morte o una salatissima multa.
Per un cittadino maschio adulto il desiderio d'impegnarsi in relazioni omosessuali viene considerato in questo periodo completamente naturale e socialmente accettabile, a patto che il suo compagno fosse una persona dedita alla prostituzione maschile, uno schiavo o un sottoposto ad infamia, un individuo cioè escluso dalla tutela giuridica accordata a qualsiasi altro cittadino. Durante la prima epoca del principato, la Lex scantinia è stata ripresa dall'imperatore Domiziano come parte del suo programma di riforma giudiziaria e morale[28]

### I secolo a.C.

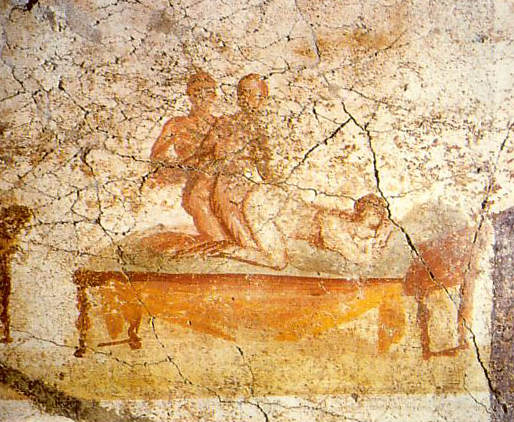
Due uomini e una donna in posizioni erotiche, pittura sulla parete sud di una stanza delle Terme Suburbane a Pompei antica - dipinto nel 79 d.C. circa.

- 100 a.C.-79 d.C. - Nelle Terme Suburbane di Pompei antica troviamo l'affresco di un rapporto a tre fra uomini, nonché la prima ed unica rappresentazione di una scena saffica giunta a noi direttamente dall'età romana.
- 90 a.C.-80 a.C. - Quinto Lutazio Catulo (console 102 a.C.) era un poeta appartenente ad un circolo letterario che ha compilato brevi e chiari versi di letteratura ellenistica com'era di gran voga nella tarda epoca della Repubblica romana. Entrambi i suoi epigrammi superstiti indicano in un maschio l'oggetto del desiderio, segnando così l'avvio di una nuova estetica omoerotica nella cultura romana[29].

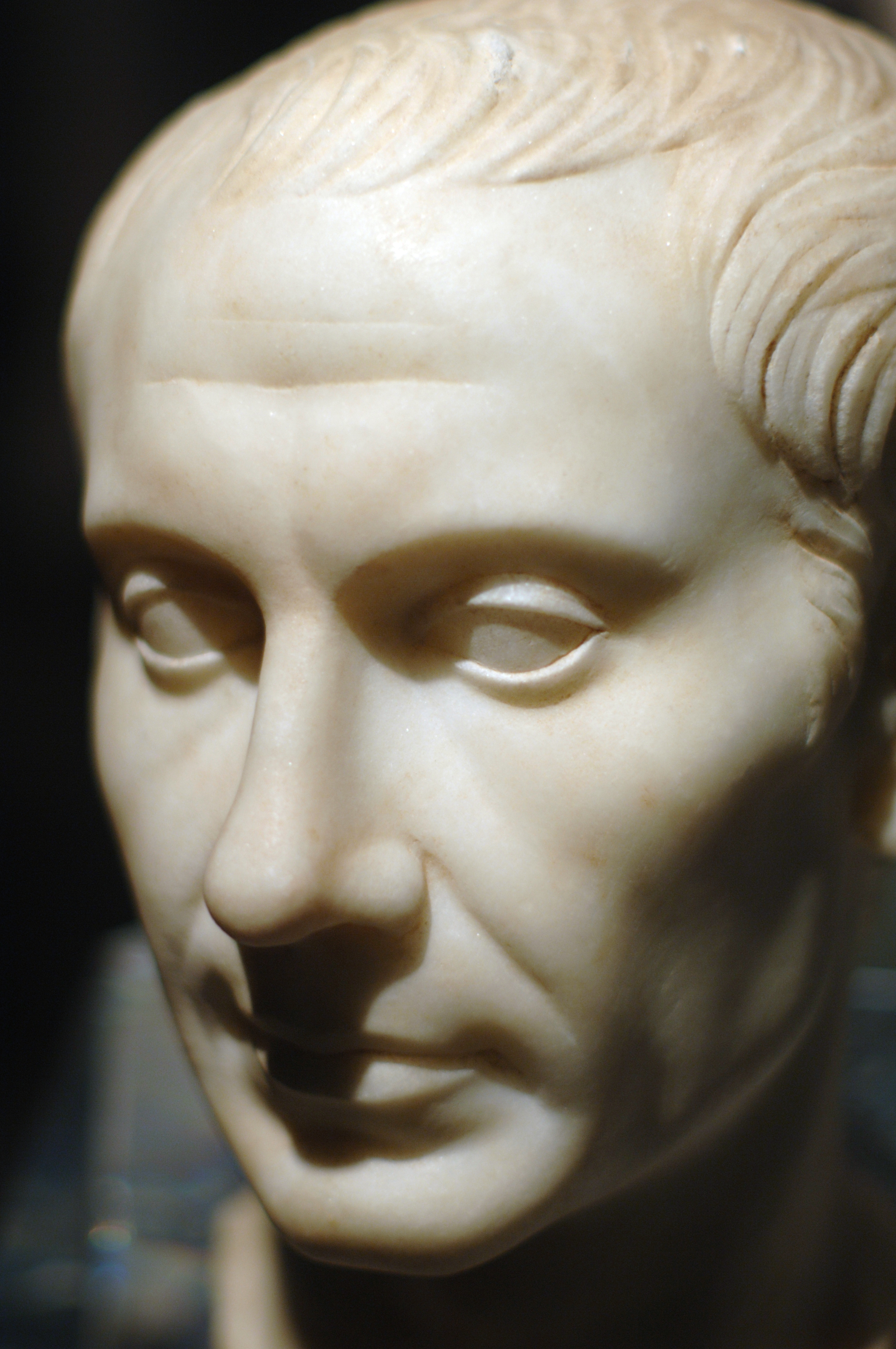
Giulio Cesare.

- 80 a.C. – È presumibile che appena ventenne Giulio Cesare abbia avuto una relazione erotico-sentimentale con il re di Bitiania Nicomede IV.[30]
- 57-54 a.C. - Gaio Valerio Catullo scrive i Liber o "Carmina", comprendenti poesie d'amore per il quattordicenne Giovenzio (Juventius), vanterie di prodezze sessuali con vari ragazzi e violente invettive contro chi si è macchiato di passività sessuale.
- 42-39 a.C. - Publio Virgilio Marone scrive le Bucoliche, con molti riferimenti all'omoerotismo, in particolare nell'Ecloga II la passione del pastore Coridone per il bellissimo schiavetto Alessi, che però gli preferisce il proprio padrone Iolla. Nell'Eneide narra invece con partecipazione dell'intensa amicizia e del legame omoerotico che caratterizzano due coppie di guerrieri, i latini Cidone e Clizio e i troiani Eurialo e Niso, compagni di Enea.
- 27 a.C. – L'Impero Romano inizia con il regno di Augusto. Il primo matrimonio omosessuale attestato si ha proprio in questo periodo.[31]
- 26, 25 e 18 a.C. circa - Albio Tibullo scrive le sue Elegie, con vari riferimenti all'amore omosessuale.
- In questo periodo è attestata anche la relazione sentimentale tra Gaio Cilnio Mecenate e il liberto attore Batillo.

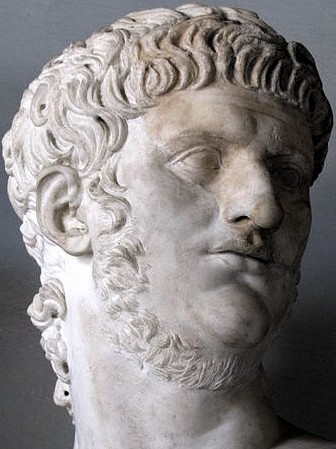
Nerone avrebbe sposato almeno due uomini.

- I romani, così come i greci, tollerano l'amore e il sesso tra uomini. Due imperatori romani furono pubblicamente sposati con uomini, alcuni ebbero amanti e la prostituzione maschile, come quella femminile, era tassata. Comunque, come in Grecia, la passività e l'effeminatezza non erano tollerate, ed un uomo adulto romano poteva perdere lo stato di cittadinanza se sorpreso ad eseguire fellatio o a subire la penetrazione.

### I secolo d.C.
- All'inizio del I secolo pare risalire la Coppa Warren, coppa d'argento decorata a rilievo con due immagini di atti omosessuali maschili.
- 54 d.C. – Nerone diviene ad appena sedici anni l'ultimo imperatore romano della dinastia giulio-claudia. Sposerà durante il suo regno due uomini con cerimonie legali: uno di essi, Sporo, viene provvisto degli stessi onori e diritti di una moglie/imperatrice[32]. Gaio Svetonio Tranquillo ne traccia questo ritratto: "Dopo aver fatto tagliare i testicoli al ragazzo Sporo, tentò anche di trasformarlo in donna e, fornitolo di dote e di un velo rosso come si usa nelle cerimonie nuziali solenni, lo fece venire a sé in pompa magna e lo considerò come sua moglie [...] Questo Sporo, vestito come un'imperatrice e trasportato in lettiga, lo accompagnava nelle sedute d'assise e nei mercati di Grecia; a Roma inoltre, lo seguiva al mercato delle pietre incise standogli di fronte e coprendolo di baci [...] prostituì a tal punto la sua pudicizia che, dopo aver ormai contaminato tutte le parti del proprio corpo, escogitò un nuovo tipo di gioco: in esso, ricoperto con una pelle d'animale, si faceva spingere fuori da una gabbia e assaliva uomini e donne legati a un palo mordendoli all'inguine; poi, quando si era divertito a sufficienza, si faceva possedere dal liberto Doriforo – al quale fra l'altro, come Sporo aveva fatto con lui, si era unito come una donna, imitando anche la voce e i gemiti delle vergini quando vengono deflorate[33]. Il secondo nome indicato dallo storico latino, Doriforo, dovrebbe corrispondere al liberto Pitagora.
Decimo Giunio Giovenale e Marco Valerio Marziale notano con disapprovazione che un numero sempre maggiore di coppie composte da uomini hanno cominciato a celebrare i riti tradizionali del matrimonio romano.

- L'eruzione del Vesuvio del 79 seppellisce sotto un cumulo di ceneri e lapilli le località costiere di Pompei antica, Ercolano e Stabiae, preservando intatta in tal modo una ricca collezione di arte erotica romana, tra cui rappresentazioni di atti omosessuali sia maschili che femminili.
- 98 d.C. – Traiano, uno tra i più amati e rispettati imperatori romani, inizia il suo regno; egli era ben noto per la sua omosessualità e predilezione per i giovani maschi. Questo fatto fu usato a vantaggio del re di Osroene, Abgar VII, che, dopo aver destato l'ira di Traiano per alcune sue malefatte, inviò il proprio giovane ed attraente figliolo per porgergli le sue scuse, ottenendone quindi immediatamente il perdono.[34]

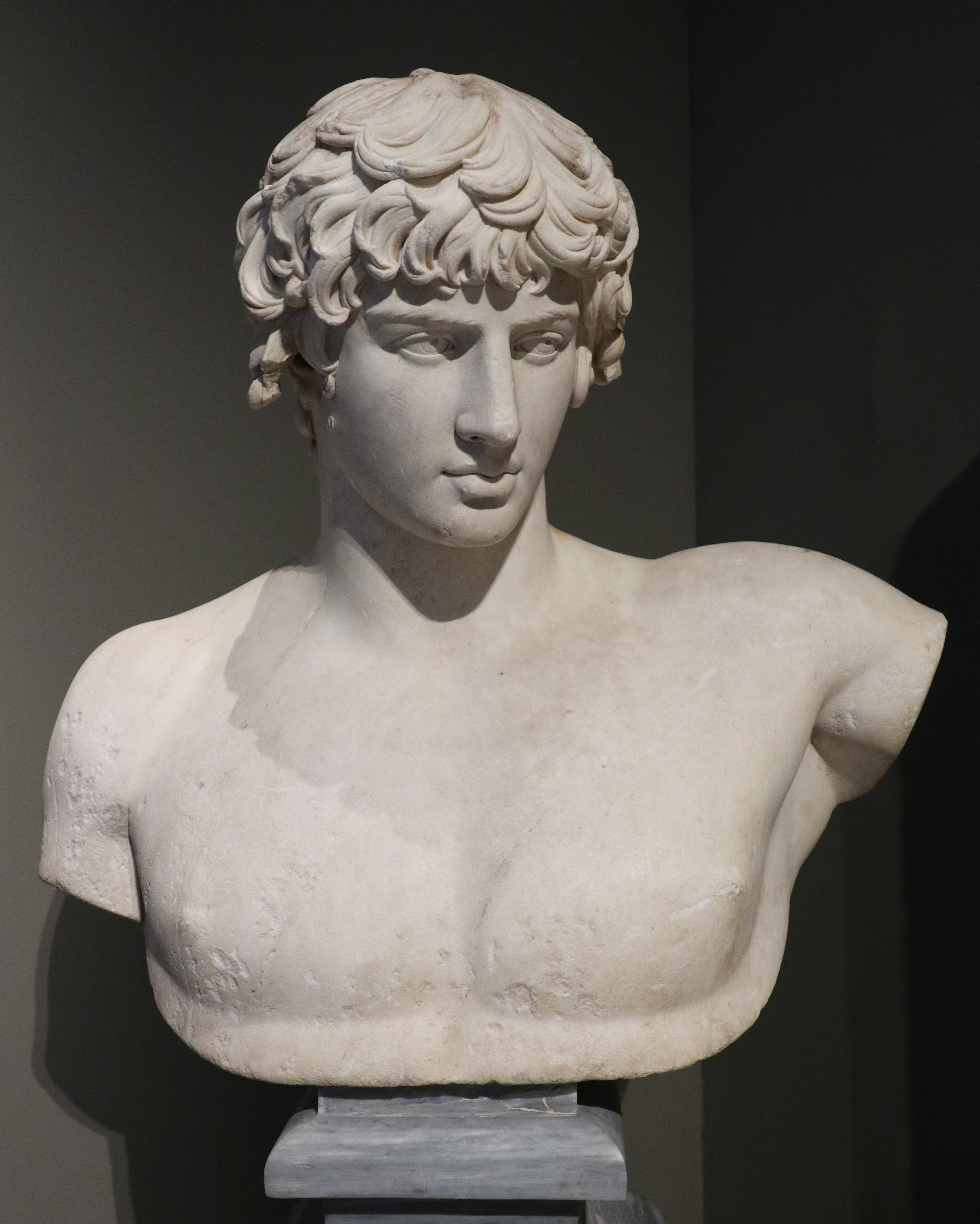
Antinoo nel Museo Archeologico Nazionale, Atene

### II secolo d.C.
- 130 – Antinoo, amante diciannovenne dell'imperatore Publio Elio Traiano Adriano, affoga nel Nilo in circostanze misteriose; dopo la morte gli viene concessa l'apoteosi e così divinizzato dà il via ad un nuovo tipo di culto, oltre che ad una specifica e riconoscibilissima forma d'arte scultorea per tutta l'età adrianea: fu l'ultimo essere umano non appartenente alla famiglia imperiale ad assurgere allo status di divinità. I ritratti scolpiti di Antinoo si possono ritrovare nell'arte adrianea in numerose statue, busti, bassorilievi, monete e gioielli, divenendo uno dei volti più riconoscibili dell'antichità.
- 165 - Il filosofo cristiano Giustino scrive: “Noi abbiamo imparato che è cosa malvagia esporre i bambini appena nati, dal momento che vediamo che quasi tutti, non solo le bambine ma anche i ragazzi sono avviati alla prostituzione”[35].

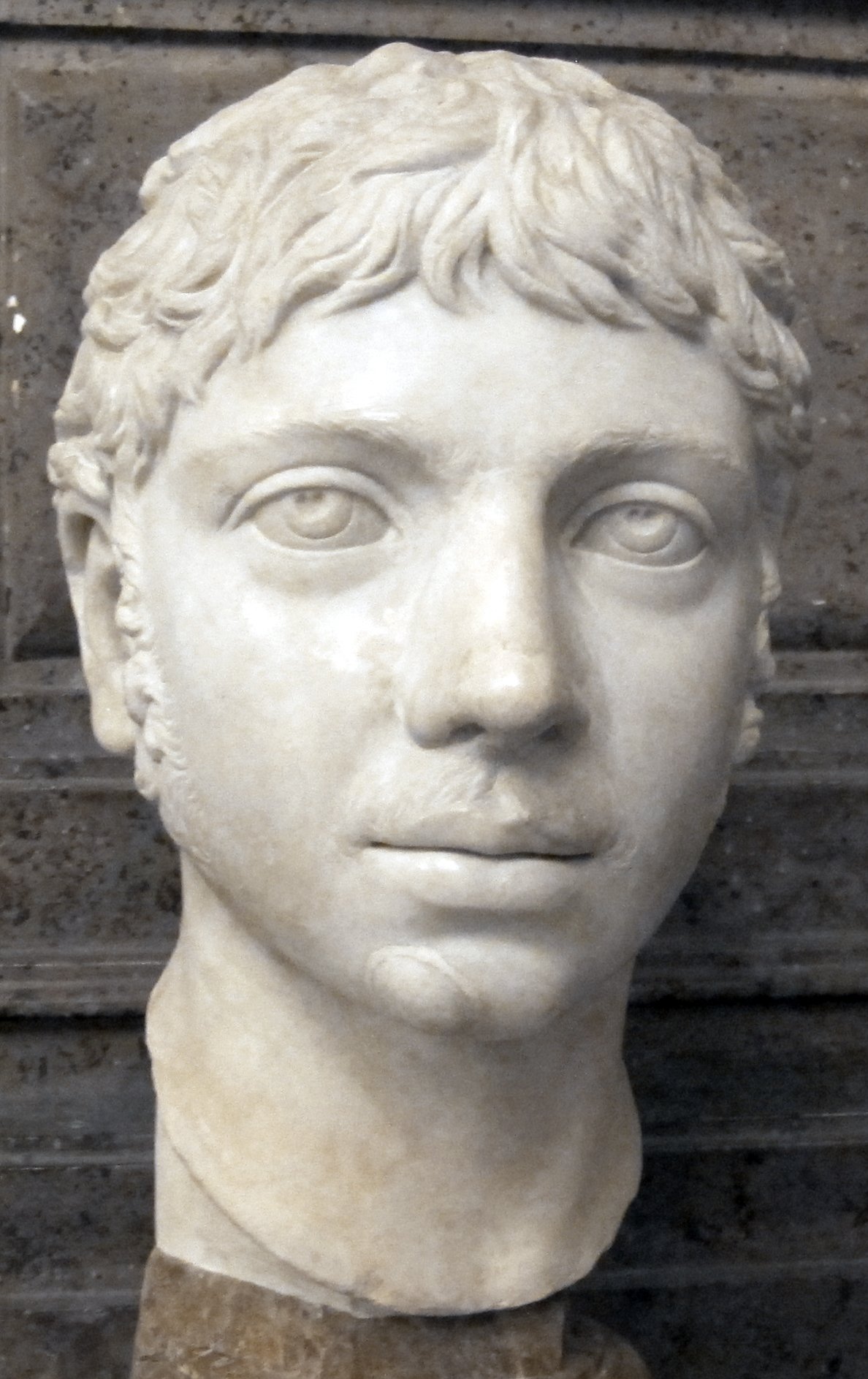
Eliogabalo.

### III secolo d.C.
- 218-222 – L'imperatore romano adolescente di origini siriache Eliogabalo tenta di modificare il proprio sesso chirurgicamente; è spesso citato come essere stato il primo transgender o transessuale che la storia ricordi.[36][37]. Egli inoltre sposa un uomo di nome Zotico o Ierocle, un atleta di Smirne in una festosa cerimonia svoltasi a Roma tra i festeggiamenti del pubblico[38].
- 244 - 249 - L'imperatore Filippo l'Arabo tenta invano di rendere illegale la prostituzione maschile[22].

### IV secolo d.C
- 305-306 – Ha luogo il Concilio di Elvira (oggi Granada, in Spagna), cui presero parte quasi tutti i vescovi e i presbiteri della Chiesa europea occidentale: tra le varie proposizioni, negò ai pederasti il diritto ad accedere all'eucaristia.
- 314 – Ha luogo il Concilio di Ancira (l'attuale Ankara in Turchia), in rappresentazione della chiesa dell'Europa orientale; tra le altre cose escluse dai sacramenti per un periodo di 15 anni gli uomini non sposati sotto l'età di 20 anni che venivano colti in flagrante durante rapporti omosessuali e ne escludeva gli uomini a vita se questi erano sposati e con un'età maggiore di 50 anni.
- 342 – I figli dell'imperatore romano d'Oriente Costantino I "il Grande", Costante I e Costanzo II, approvano una legge riletta da vari storici come una legislazione contraria alla prostituzione maschile, contro il matrimonio tra persone dello stesso sesso e, più severamente, contro l'omosessualità in genere. Comunque, due anni dopo, Costante I distrusse il blocco su cui tale legge era descritta, benché essa rimase legale.[39]
- 390 – Gli imperatori cristiani Valentiniano II, Teodosio I e Arcadio dichiarano il sesso omosessuale illegale e coloro che ne erano accusati dovevano essere condannati alla morte sul rogo, ossia bruciati vivi in pubblico.[40]
- 390 - 405 – Il poema epico Dionysiaca di Nonno di Panopoli è l'ultimo scritto letterario conosciuto per i successivi 1000 anni a celebrare positivamente in occidente la passione omosessuale[22], nell'esempio del satiro adolescente Ampelo amato dal dio Dioniso.

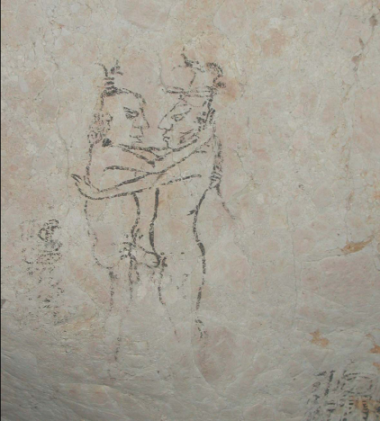
Disegno di erotismo omosessuale, Messico precolombiano (VI secolo circa), presente all'interno del sistema di grotte di Naj Tunich.

## Medioevo

### V secolo
- 498 – Nonostante le disposizioni contrarie alla sessualità omosessuale gli imperatori cristiani continuarono a riscuotere le tasse sulla prostituzione maschile; questo sino al regno di Anastasio I Dicoro, che la abolì definitivamente.[41]

### VI secolo

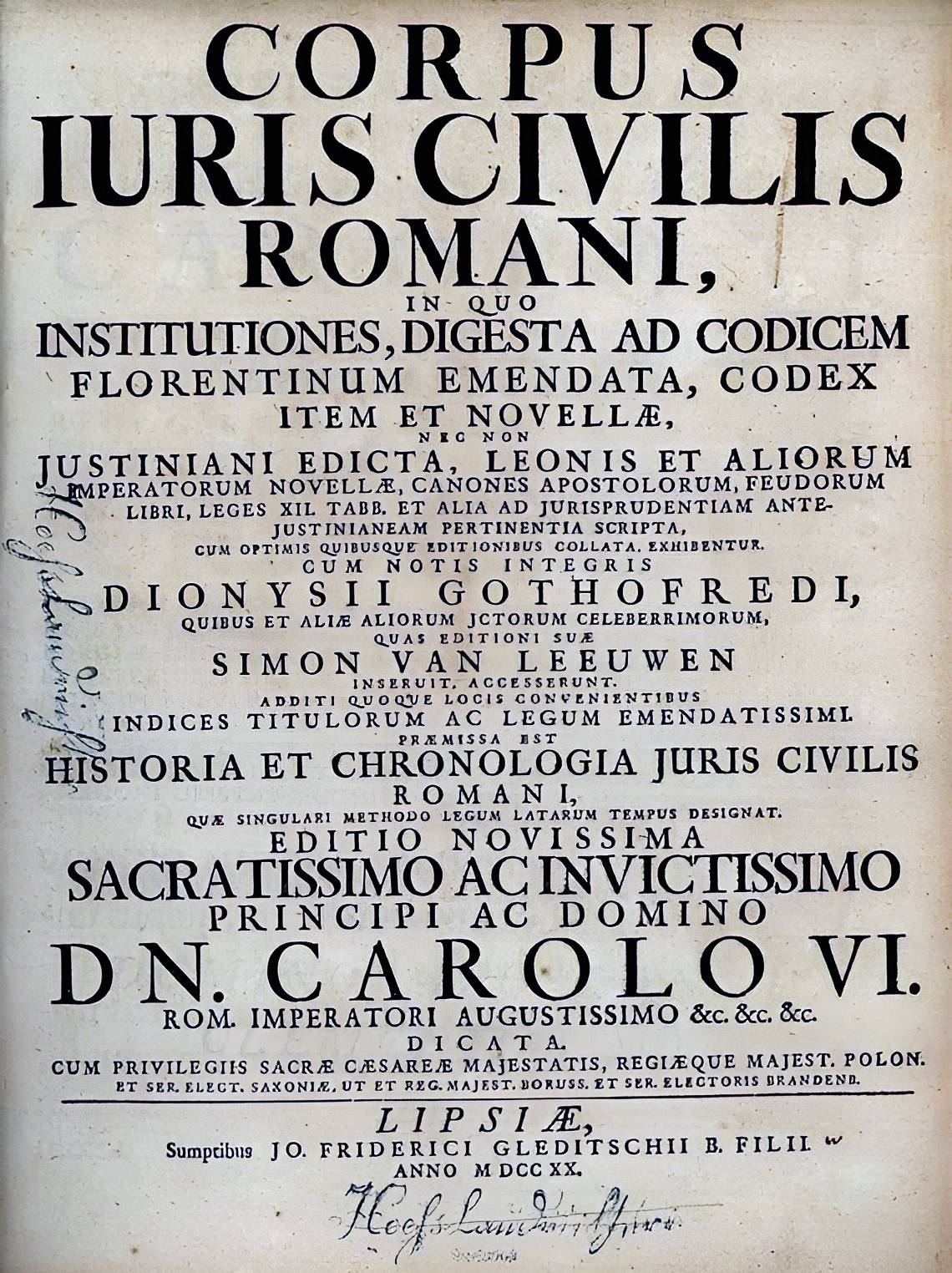
Il Corpus Iuris Civilis in una stampa del XVIII secolo.

- 529 – Il Corpus iuris civilis, una raccolta di materiale normativo dell'imperatore bizantino cristiano Giustiniano I, mette al bando l'omosessualità nei territori dell'Impero Bizantino e facendone un capro espiatorio per problemi quali carestia, terremoti e pestilenze.[42]. Comunque, la popolazione di Costantinopoli ed altre città bizantine sono grandemente contrarie a Giustiniano ed alla moglie Teodora su questo aspetto, inclusi i laici cristiani. Il popolo resiste ai tentativi di Giustiniano e Teodora di perseguitare i loro rivali tramite tale legge.[43]
- 589 – La Spagna visigota viene convertita dall'Arianesimo al Cattolicesimo e questo cambiamento comporta anche una revisione della legislazione, che si conforma a quella dei principali paesi cattolici; questa comprende tra l'altro disposizioni per la persecuzione di sodomiti ed ebrei. L'omosessualità viene criminalizzata e fortemente discriminata[44].

### VII secolo
- 693 – Il sovrano dei Visigoti, Egica, re di Spagna e Septimania, richiese un consiglio alla Chiesa su come poter attivamente affrontare il "problema" dell'omosessualità nel regno. Il XVI Concilio di Toledo proclamò uno statuto di risposta, poi adottato da Egica, che imponeva a chi commettesse atti omosessuali le punizioni della castrazione, dell'esclusione dalla comunione, oltre che al taglio dei capelli, ad una pena corporale consistente in cento colpi di frusta ed infine la condanna all'esilio.[22]

### IX secolo
- 800-900 – Durante la rinascita carolingia l'abate inglese Alcuino di York scrisse una gran quantità di complesse poesie a sfondo omoerotico rivolte ad altri monaci, nonostante le numerose leggi ecclesiastiche contrarie[45]. Non esiste invece alcuna specifica legge carolingia che proibisca esplicitamente l'omosessualità[46]
- 966 - Fondazione della Polonia, che non ha mai criminalizzato gli atti omosessuali per tutto il corso della sua storia, almeno fino al 1835[47].

### XI secolo
- Un trattato legale bizantino dell'undicesimo secolo chiarisce che le unioni omosessuali sono ben note e legali nella società bizantina del primo Medioevo.[senza fonte]
- In Scandinavia, il culto del travestitismo persiste per secoli. Allo stesso modo, solo i figli che ereditano la terra paterna possono sposarsi; gli altri devono lasciare tali terre e associarsi alle società militari. Si pretende che le donne rimangano strettamente caste e sono punite severamente se violano tale regola. Per tale motivo esse non sono “a portata di mano” e, nei gruppi militari, la pederastia viene praticata come un istituzionalizzato modo di vivere.[senza fonte]

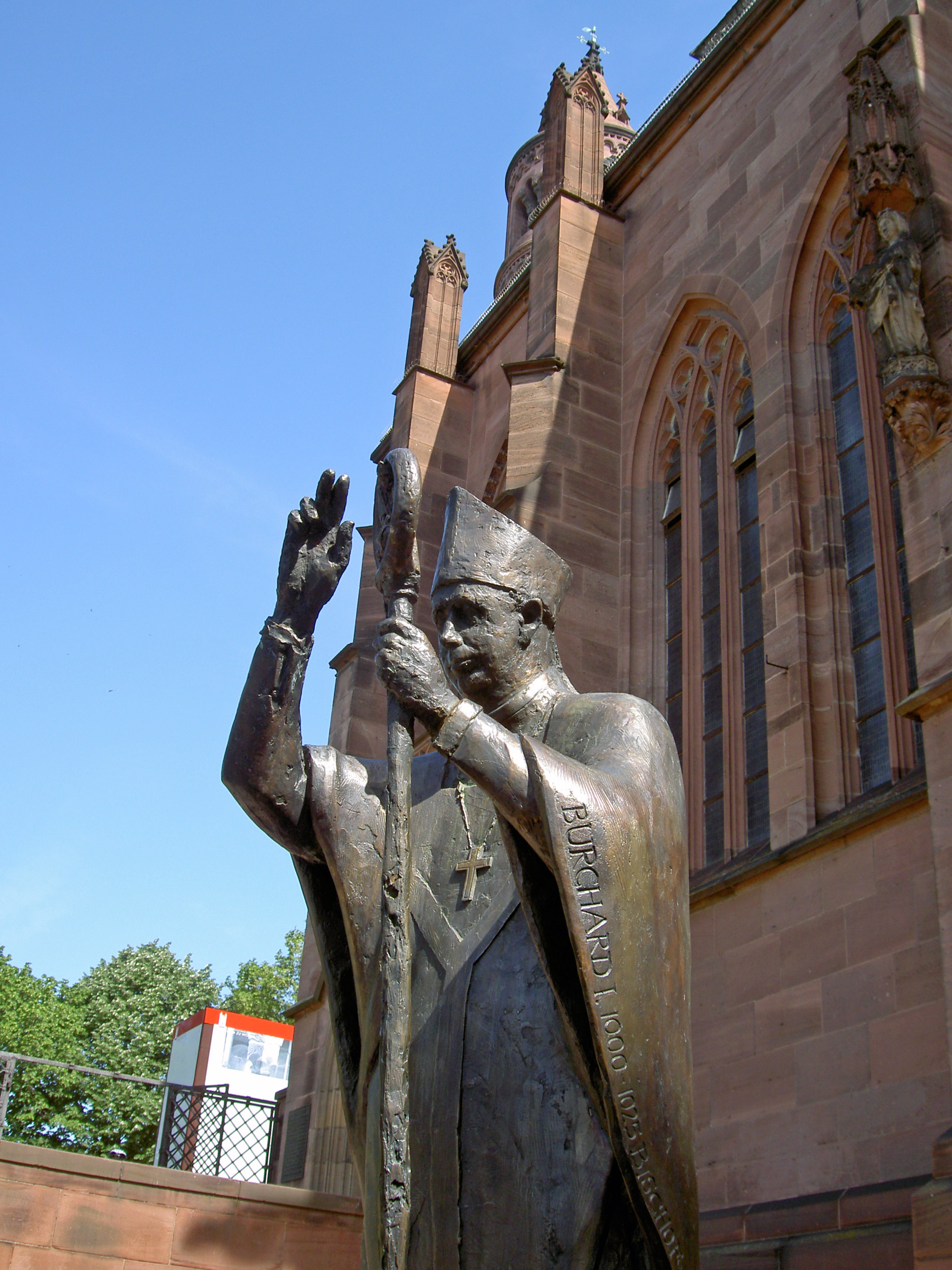
Statua di Burchardus da Worms posta all'esterno del Duomo di Magonza

- 1007 – Il decreto di Burchardus da Worms equipara gli atti omosessuali con altre trasgressioni sessuali come l'adulterio affermando quindi che i colpevoli debbano anche sottoporsi alla stessa penitenza (generalmente il digiuno)[22].
- 1051 – San Pier Damiani compone il trattato Liber Gomorrhianus, nel quale chiede pene più severe per i chierici macchiatisi del "vizio contro natura".[48]
- 1096 – Ivo di Chartres tenta di convincere papa Urbano II sui rischi rappresentati dall'omosessualità. Ivo accusò Rodolfo, arcivescovo di Tours, di aver fatto sì che il re di Francia imponesse un certo Giovanni come vescovo di Orléans; Giovanni era ben noto per essere l'amante di Rodolfo ed aver avuto relazioni sessuali con lo stesso sovrano, cosa di cui il re si vantava apertamente. Papa Urbano II, comunque, non considerò questo come una questione decisiva: Giovanni governò la diocesi di Orléans per quasi quarant'anni, mentre Rodolfo continuò ad essere ben conosciuto e rispettato.[49]

### XII secolo
- 1102 – Il Concilio di Londra prende misure per assicurarsi che la popolazione, a quel tempo abbastanza tollerante nei confronti degli atti omosessuali, venga invece finalmente messo al corrente sulla sua peccaminosità, realizzando in tal modo un significativo mutamento nell'atteggiamento della Chiesa in Inghilterra la quale precedentemente era stata più o meno indifferente al riguardo, o che condannava in modo assai moderato. Molti preti erano omosessuali, motivo in più per un cambiamento simile, ma molti furono nel vero senso della parola dei riformatori morali, come ad esempio Bernardo di Cluny, chiamato per effettuare il cambiamento.[50][51]
- 1120 – Baldovino II re di Gerusalemme, convoca il Concilio di Nablus con la volontà di affrontare i vizi esistenti all'interno del regno: si decide per la condanna alla morte sul rogo degli individui che commettono perpetuamente la sodomia[22].
- 1140 – Il frate italiano Graziano compila il suo lavoro intitolato Concordia discordantium canonum in cui dichiara la sodomia come il peggiore di tutti i peccati commessi a sfondo sessuale, in quanto determina l'uso del membro in una maniera innaturale[22].
- 1164 - Il monaco inglese Aelredo di Rievaulx scrive "De spiritali amicitia" ove dà una profonda espressione all'intensità emotiva del sentimento tra persone dello stesso sesso.
- 1179 Il terzo concilio lateranense sancisce per la prima volta alcune norme sulla sodomia. Gli atti "contro natura" avrebbero comportato per l'ecclesiastico che li avesse commessi la cacciata dal suo ordine religioso o il confino in monastero; ai laici sarebbe altresì spettata la scomunica e l'immediato allontanamento (il bando) dalla comunità dei fedeli.[52]

### XIII secolo
- 1232 – Papa Gregorio IX dà inizio all'Inquisizione nelle città-stato italiane. Alcune città proclamano l'esilio e/o l'amputazione come punizioni per la prima o seconda imputazione per sodomia ed il rogo con la terza (in quanto abituale attività).
- 1250-1300 – Tra il 1250 e il 1300, l'attività omosessuale passò dall'essere completamente legale nella maggior parte dell'Europa all'incorrere nella pena di morte in quasi tutti i paesi europei, con pochissime eccezioni.[53]
- 1260 – In Francia, gli imputati per sodomia al primo richiamo subivano l'asportazione dei testicoli (ossia la castrazione), al secondo l'amputazione del loro membro, al terzo la condanna alla morte sul rogo. Le donne colte in atti di lesbismo potevano anch'esse venire mutilate o condannate alla pena di morte[22].
- 1265 – Tommaso d'Aquino afferma che la sodomia è secondaria solo all'assassinio nella classifica dei peccati[22].
- 1283 – Il Codice Civile Francese dichiara che i sodomiti abituali siano non solo messi al rogo, ma che anche le loro proprietà siano confiscate e incamerate dall'autorità civile.

### XIV secolo
- 1308-1314 - Filippo IV di Francia ("il Bello") ordina l'arresto di tutti i cavalieri templari accusandoli di eresia, idolatria e sodomia, come un pretesto per impossessarsi delle ricchezze appartenenti all'ordine dei monaci-guerrieri. L'ultimo gran maestro dell'Ordine templare viene condannato a morte e bruciato vivo sul rogo il 18 marzo 1314 nella piazza antistante la cattedrale di Notre-Dame.

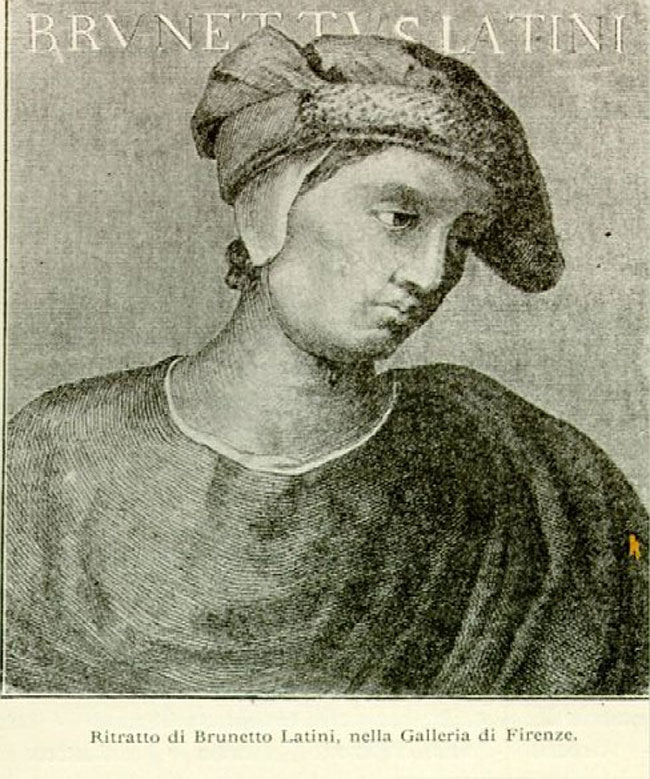
Ritratto di Brunetto Latini, maestro di Dante Alighieri e celebre sodomita.

- 1321 - Nella prima cantica della Divina Commedia denominata Inferno, il poeta Dante Alighieri pone i sodomiti nel Terzo girone del Settimo Cerchio, dopo i bestemmiatori e prima dei colpevoli di usura; vengono qui puniti come "violenti contro la Natura" lo stesso maestro del poeta, Brunetto Latini, poi Prisciano di Cesarea, Francesco d'Accorso, Andrea de' Mozzi, Guido Guerra, Tegghiaio Aldobrandi, Jacopo Rusticucci e Guglielmo Borsiere.

(Inferno - Canto quindicesimo v 99-103)
- 1327 – Il deposto sovrano Edoardo II d'Inghilterra, viene fatto assassinare - presumibilmente per ordine della moglie - utilizzando un attizzatoio arroventato che gli viene infilato nell'ano. Edoardo II, molto noto come icona gay a tutt'oggi, ebbe una storia personale di conflitti con la nobiltà del suo regno, i cui massimi esponenti chiesero ripetutamente di bandire il suo amante Pietro Gaveston Conte di Cornovaglia.[54]
- 1347 – Processo per sodomia a Rolandino Roncaglia, evento che all'epoca fece scalpore in tutta la penisola italiana. Egli confessò che “non ebbe mai rapporti sessuali né con sua moglie né con alcun'altra donna perché non sentì mai alcun appetito carnale né riuscì mai ad ottenere l'erezione del membro virile”: morta di peste la moglie, Rolandino iniziò a praticare la prostituzione maschile, vestendosi da donna in quanto “dato che ha aspetto, voce e movenze femminili – sebbene non possegga l'orifizio femminile ma abbia membro e testicoli come i maschi – molti reputavano che fosse donna a causa appunto del suo aspetto esteriore”.[55]
- Anni 1370 – Jan van Aersdone e Willem Case furono due uomini giustiziati ad Anversa. La colpa loro attribuita fu sesso omosessuale, illegale e strenuamente diffamato nell'allora Europa medievale; Aersdone e Case risaltarono tra gli altri giustiziati per il ricordo che si ebbe del loro evento. Un'altra coppia ancora nota del XIV secolo fu quella di Giovanna Braganza e Nicoleto Marmagna, fatti giustiziare a Venezia.[56]
- 1395 — Viene arrestato ed interrogato per crossdressing John Rykener, conosciuto anche come Johannes Richer o Eleanor, un travestito che si prostituiva soprattutto a Londra (vicino Cheapside), ma attivo anche ad Oxford.

### XV secolo

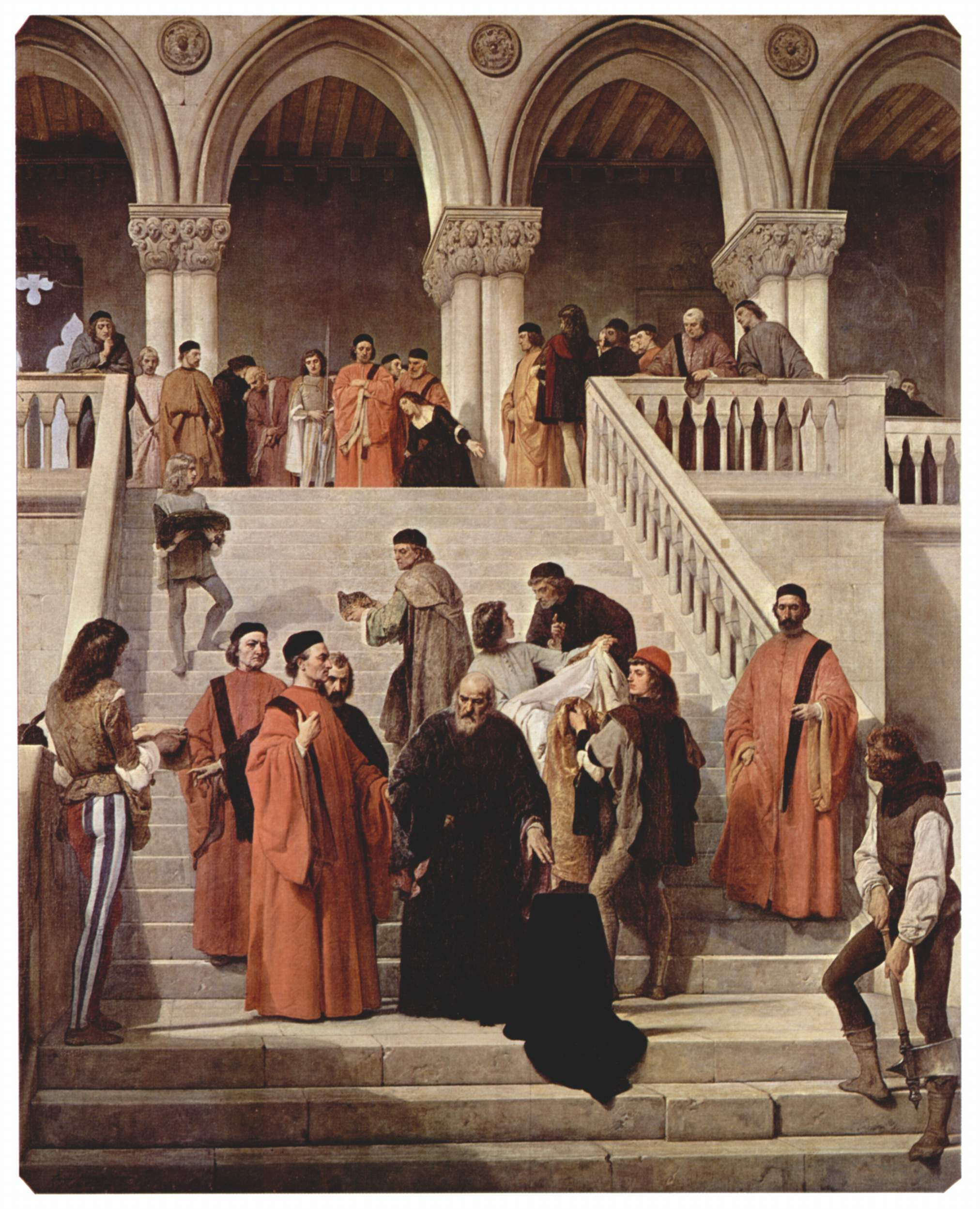
I Dieci (in toga rossa e fascia nera) assistono alla decapitazione di Marino Faliero (al centro, vestito di nero) in un dipinto di Francesco Hayez.

- 1403 - A Firenze è istituito l'Ufficio dell'Onestà con il compito di eliminare l'omosessualità[57].
- 1406 Secondo lo storico Gabriele Martini è a quest'anno che ci si deve riferire per un esplicito interesse del Consiglio dei Dieci di Venezia per la lotta alla Sodomia a causa di un grande processo in cui furono coinvolti alcuni nobili[58]
- 1418
  - A Venezia il 6 aprile il Consiglio dei Dieci impone ai Signori della Notte di non rilasciare gli imputati per sodomia perché si era rilevato un imponente aumento del reato nella città[59].
  - L'11 maggio il Consiglio dei Dieci di Venezia si arroga la competenza sui casi di sodomia creando un'apposita commissione: il collegio dei sodomiti[60].
- 1419 A Venezia vengono confermate due procedure giudiziarie per il "Collegium Sodomitarum". La prima è che tutte le denunce, scritture e delazioni contro sodomiti debbano essere conservate in una "capsa" con tre chiavi diverse divise tra il Doge, un capo del Consiglio dei Dieci e i Signori della Notte. Il secondo provvedimento è che l'imputato di sodomia assente al processo potesse essere assolto per dichiarazioni di terzi[61].
- 1422 Repubblica di Venezia: Il Consiglio dei Dieci intenta un grande processo per sodomia a 19 uomini la cui "attività" si svolgeva attorno ad una farmacia in Ruga degli orefici[62].
- 1427 A Siena San Bernardino predica con veemenza contro la sodomia che albergava tra gli uomini in ogni cantina, bottega, cantone o stalla[63]; aveva già chiesto, tre anni prima a Firenze che i sodomiti venissero ostracizzati dalla società: questi sermoni, accanto a misure analoghe da parte di altri membri del clero, rafforza il parere negativo nei confronti dell'omosessualità in genere ed incoraggia le autorità civili ad aumentare le misure persecutorie[64]. Le sue prediche, nella tre giorni fiorentina del 1424, avevano compreso invettive contro tutte le forme di lussuria, e sono culminate in un rogo pubblico in cui venivano dati alle fiamme cosmetici, parrucche e tutti gli altri tipi di articoli per l'abbellimento corporeo.
  - Il 27 gennaio a Genova il consiglio degli anziani promulga un decreto affinché il podestà Galeotto da Casale metta in campo tutte le sue capacità per scoprire e punire i seguaci della sodomia e per evitare quindi che l'ira divina si abbattesse sopra la città[65].
- 1432 - A Firenze il Governo istituisce una nuova magistratura contro la sodomia che è chiamata Ufficiali di Notte. Sei pubblici ufficiali avrebbero dovuto investigare su coloro che indugiavano nel vizio della sodomia “tam agendo quam patendo”[66]; nei successivi 70 anni portarono all'arresto di circa 10.000 omini e ragazzi, riuscendo ad ottenere duemila condanne per o più scontate pagando una salatissima multa.
- 1444 - Un documento del Consiglio dei Dieci di Venezia afferma che nei negozi di barbieri e farmacisti "molti giovani e altri di diverse età si riuniscono giorno e notte; qui si danno al gioco, bevono e commettono molte disonestà e Sodomia". Lo stesso documento afferma che il colonnato della chiesa di Santa Maria Mater Domini, demolito nell'Ottocento, era un luogo "ben conosciuto per la sodomia" che ivi si incontravano. Il Consiglio dei Dieci impedì pertanto l'accesso al luogo dopo la ventitreesima ora[67].
- 1448 - A Lucca fu istituito l'"Offizio sopra l'onestà" per incrementare il controllo sul "vizio sodomitico"[68].
- 1450 - Un documento del 30 dicembre del Consiglio dei Dieci di Venezia invita il "Collegium Sodomitarum" a perseguire in maniera più efficiente i sodomiti[69].
- 1451 - Papa Niccolò V consente all'inquisizione romana di perseguitare gli uomini che praticano la sodomia.
- 1458
  - A Venezia il Consiglio dei Dieci segnala, come era già avvenuto nel 1418, ai Signori della Notte che il "vizio nefando" della sodomia aumenta nella città in maniera preoccupante[70].
  - A Venezia un provvedimento del Consiglio dei Dieci del 22 marzo obbliga il "collegium sodomitarum" a riunirsi per almeno un'ora alla settimana[71].
- 1459 - Una legge fiorentina rende noto che la sodomia è diffusa fra i “meccanici e i poveri” che non possono però, se accusati e ritenuti colpevoli, pagare pene pecuniarie[72].
- 1462 - Repubblica di Venezia: Il figlio del nobile Francesco Barbaro rimane vittima della violenza omosessuale di due non nobili[73].
- 1464 - Repubblica di Venezia: Giovanni Basadona e Giovanni Filippo Priuli, entrambi definiti "puer", vengono condannati come sodomiti attivi a otto anni di esilio. I loro compagni più vecchi, Ermolao Foscari e Mafeo Barbaro furono invece condannati alla decapitazione e al rogo delle loro spoglie[74].
- 1467 - Medici e barbieri sono invitati, nella Repubblica di Venezia, a denunciare alle autorità competenti ed entro tre giorni al massimo tutti quegli uomini, donne e bambini che avessero in partem posterriorem confractam per sodomiam[75].
- 1474 - Repubblica di Venezia: Un gruppo di sei sodomiti viene denunciato al Consiglio dei Dieci. Padano d'Oltranto e Marino Alegeti, i due attivi del gruppo, vengono decapitati tra le colonne della giustizia e i loro resti sono bruciati. Ai quattro passivi sono destinate varie pene che vanno dalle frustate, al taglio del naso, al bando[76].
- 1475 - Una cronaca scritta durante il regno del Qhapaq Inca Huayna Cápac descrive la persecuzione degli omosessuali, con roghi pubblici e distruzione delle loro abitazioni (pratica solitamente riservata per le tribù conquistate).

- 1476 - Al casellario giudiziario fiorentino quattro cittadini fiorentini vengono sospettati per ben due volte di avere commesso “empietà” con un diciassettenne chiamato Jacopo Saltarelli; l'inchiesta si concluse nella primavera del 1476 con un'ammonizione: uno dei denunciati era "Lionardo di Ser Pietro da Vinci" (Leonardo da Vinci figlio di Pietro Vinci), allora ventiquattrenne e che viveva presso Andrea del Verrocchio[77]. Leonardo in seguito prese con sé il grazioso decenne Gian Giacomo Caprotti, e per più di vent'anni tenne presso di sé il piccolo “Satana” (Salaì), che dipingeva e disegnava ripetutamente»[78].
- 1479 - A Genova, presso la villa Albaro fu violentato un fanciullo del parentado dei Bugiardi da un maestro che lavorava coralli. A seguito della violenza il fanciullo morì e il violentatore fu “attanagliato con tenaglie di fuoco e fatto morire”[79].

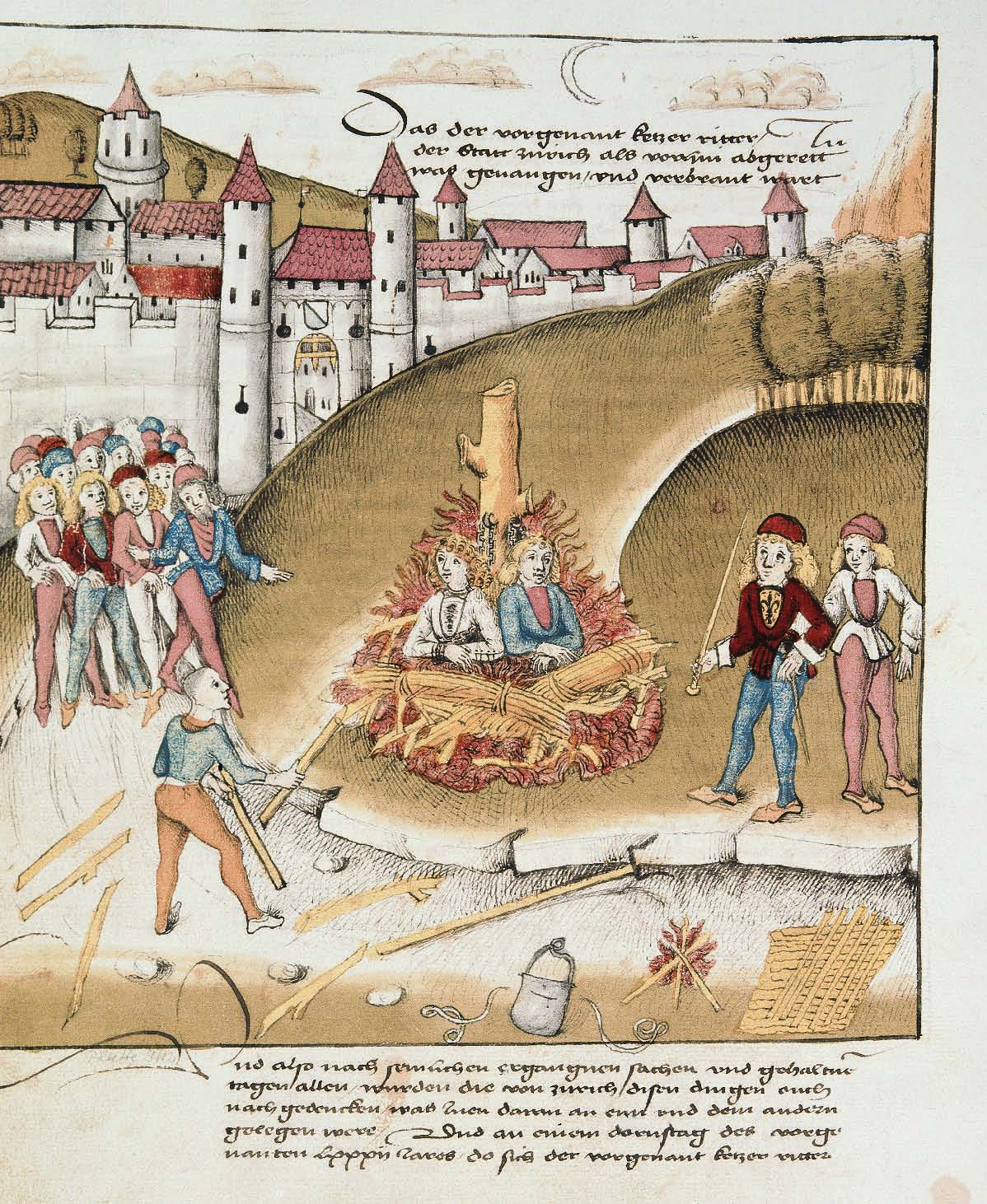
La combustione del cavaliere di Hohenburg con il suo servo davanti alle mura di Zurigo, per sodomia, nel 1482.

- 1483 – Ha inizio l'attività dell'Inquisizione spagnola. I sodomiti verranno, da questa, lapidati, castrati e bruciati vivi. Tra il 1540 e il 1700 più di 1600 persone vennero perseguitate per sodomia[22].
- 1486 - A Genova furono emanati “decretas contra sodomitas”[79].
- 1490 - A Firenze è sancita una legge che prevede per il reato di sodomia l'esposizione al muro del Bargello; alla seconda infrazione il colpevole era legato ad un pilastro; alla terza era messo al rogo[80].
- 1491 - Il 23 marzo viene istituito a Genova l'"Ufficio delle virtù" con il compito di inquisire e condannare tutti i sodomiti sul territorio della Repubblica[81].
- 1492 - Erasmo da Rotterdam scrive una serie di appassionate lettere a contenuto amoroso ad un collega monaco[82].
- 1494 - Girolamo Savonarola critica la popolazione maschile fiorentina per i suoi "orribili peccati", principalmente la sodomia e il gioco d'azzardo, esortandola a rinunciare ai propri amanti giovani e imberbi.
- 1497 - Isabella di Castiglia e Ferdinando II d'Aragona rafforzano le leggi contro la sodomia fino ad allora applicate solamente nei maggiori centri urbani; la gravità del reato è data dalla sua equiparazione al tradimento e all'eresia: la quantità di prove necessarie per la condanna si abbassa, con il permesso di tortura nel tentativo di estorcere una confessione. Le proprietà dei colpevoli venivano confiscate.

## Era moderna

### XVI secolo
- 1502 - Un'accusa di sodomia viene rivolta contro il pittore italiano Sandro Botticelli, uno dei massimi esponenti dell'arte rinascimentale a Firenze nonché amico di Leonardo da Vinci[83].
- 1523 - Prima di diverse accuse di sodomia scagliate contro l'artista fiorentino Benvenuto Cellini[84].
- 1532
  - Il Sacro Romano Impero dichiara la sodomia punibile con la morte[22].

- - Lo scultore, pittore e poeta del rinascimento italiano Michelangelo Buonarroti comincia a scrivere più di 300 sonetti a contenuto amoroso dedicati al giovane Tommaso de' Cavalieri[85]
- 1533 – Re Enrico VIII d'Inghilterra avvia la tradizione inglese di leggi anti-sodomite con il Buggery Act 1533, abrogato solo nel 1967, proclamando la sodomia, allora definita come una qualsiasi attività sessuale non procreativa/riproduttiva, un crimine e rendendola punibile con la morte in tutto il regno d'Inghilterra. Questa includeva quindi anche la masturbazione, il sesso anale e il sesso orale a dispetto del fatto che vi fossero coinvolti due uomini o un uomo e una donna.[86]
- Anni 1530 – Monsignor Giovanni Della Casa scrive il trattato anti-sodomita In laudem sodomiae seu pederastiae.[87]
- 1550 – Processo che fece scalpore su un prete bresciano, Francesco Calcagno, accusato di essere un libertino omosessuale.[87]
- 1553 – Maria I d'Inghilterra sale al trono inglese rimuovendo, temporaneamente, tutte le leggi proclamate dal predecessore Enrico VIII.
- 1558 – Elisabetta I ascende al trono inglese e ristabilisce le leggi sulla sodomia.

### XVII secolo
- 1609 - Prima data certa di pubblicazione dei Sonetti del drammaturgo britannico William Shakespeare, dedicati in parte ad un misterioso "bel giovane".
- 1610 - Muore, esule e in fuga, il pittore Michelangelo Merisi da Caravaggio; il ragazzo adolescente nudo o seminudo che appare in molti tra i suoi dipinti è Mario Minniti (futuro pittore anch'egli), amico e forse amante dell'artista[88].
- 1620 – La Prussia criminalizza la sodomia, rendendola punibile con la morte.
- 1624 – Richard Cornish della Colonia britannica della Virginia viene giudicato ed impiccato per sodomia. Le leggi anti-sodomite cominciano a diffondersi nel nuovo mondo.[89]

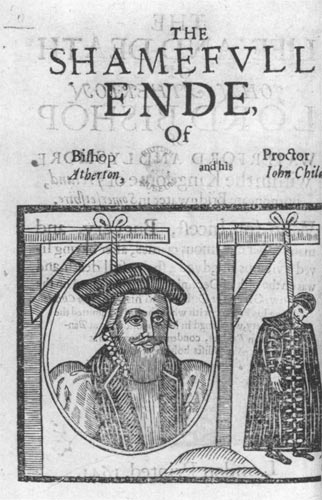
John Atherton, impiccato per sodomia nel 1641, e il suo amante John Childe.

- 1649 – La prima dichiarazione di colpevolezza con l'accusa di lesbismo avviene in Nord America nel marzo 1649, quando Sarah White Norman è accusata di “Comportamenti lascivi anche insieme ad altri su di un letto”, insieme a Mary Vincent Hammon nella località di Plymouth, Massachusetts. Hammon aveva meno di 16 anni e non fu giustiziata.[90]
- 1655 – La Colonia del Connecticut passa la legge contro la sodomia, includendovi le donne.[91]
- 1663 – Nascita di Eugenio di Savoia (1663-1736), principe, generale e condottiero sabaudo naturalizzato austriaco e noto per la sua omosessualità.[92]

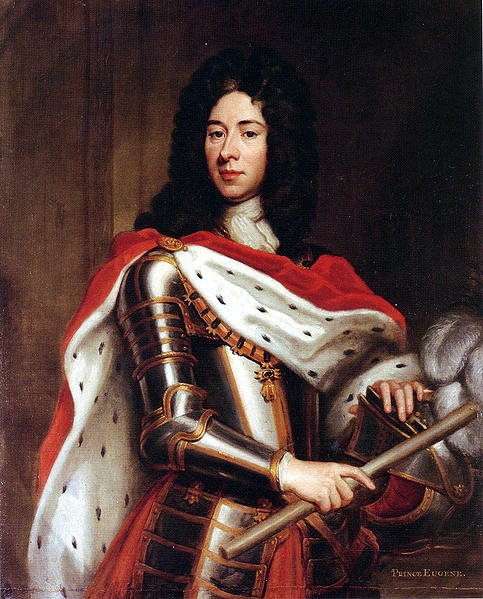
Eugenio di Savoia in un ritratto del 1712

### XVIII secolo
- 1721 – Catherina Margaretha Linck viene decapitata per sodomia femminile in Germania.
- 1726 – La “Molly house (=casa d'incontri omosessuali inglese)” di Mother Clap, a Londra, viene attaccata dalla polizia con il risultato della morte di Clap e l'esecuzione a Tyburn (Londra) di tutti gli uomini arrestati.[93]
- 1730-1731 - Una serie di Processi per sodomia a Utrecht dà il via ad una persecuzione in tutta la Repubblica delle Sette Province Unite
- 1730-1811 – Tra il 1730 e il 1811 un generale panico nella Repubblica Tedesca porta ad una spettacolare serie di condanne per sodomia, con le persecuzioni più agghiaccianti dal 1730 al 1737, nel 1764, 1776 e dal 1795 al 1798.[senza fonte]
- 1779 – Negli Stati Uniti d'America, Thomas Jefferson prepara un abbozzo dello statuto criminale della Virginia, che prevedeva come punizione per sodomia la castrazione. La legge diceva: “Chiunque sarà colpevole di stupro, poligamia o sodomia con un uomo od una donna, dovrà essere punito; se un uomo, con la castrazione, se una donna, con la perforazione attraverso la cartilagine del suo naso di un foro di diametro pari a mezzo pollice almeno”.[94]
- 1785 – Jeremy Bentham è una delle prime persone a proporre la decriminalizzazione della sodomia in Inghilterra.
- 1791 – La Rivoluzione francese adotta un nuovo codice penale che non criminalizza più la sodomia. La Francia diviene così il primo paese europeo occidentale a decriminalizzare gli atti omosessuali tra adulti consenzienti.[95]
- 1794 – La Prussia abolisce la pena di morte per sodomia.
- 1795 – Il Lussemburgo e il Granducato di Toscana decriminalizzano gli atti omosessuali.[96]